# Byaga Point
Der Byager Point (englisch; bulgarisch нос Бяга nos Bjager) ist eine 1 km lange und vereiste Landspitze im Nordosten der Welingrad-Halbinsel an der Graham-Küste des Grahamlands auf der Antarktischen Halbinsel. Sie liegt als Ausläufer des Ilchev Buttress 7,77 km südsüdöstlich des Vorweg Point, 14,5 km südwestlich des Duyvis Point und 6,57 km westsüdwestlich des Cherkovna Point am Kopfende der Barilari-Bucht. 
Britische Wissenschaftler kartierten sie 1971. Die bulgarische Kommission für Antarktische Geographische Namen benannte sie 2015 nach der Ortschaft Bjaga im Süden Bulgariens.